# Althornbach
Althornbach is een plaats in de Duitse deelstaat Rijnland-Palts en maakt deel uit van de Landkreis Südwestpfalz.
Althornbach telt 673 inwoners.

## Bestuur
De plaats is een Ortsgemeinde en maakt deel uit van de Verbandsgemeinde Zweibrücken-Land.